# Markt 6 (Alsfeld)

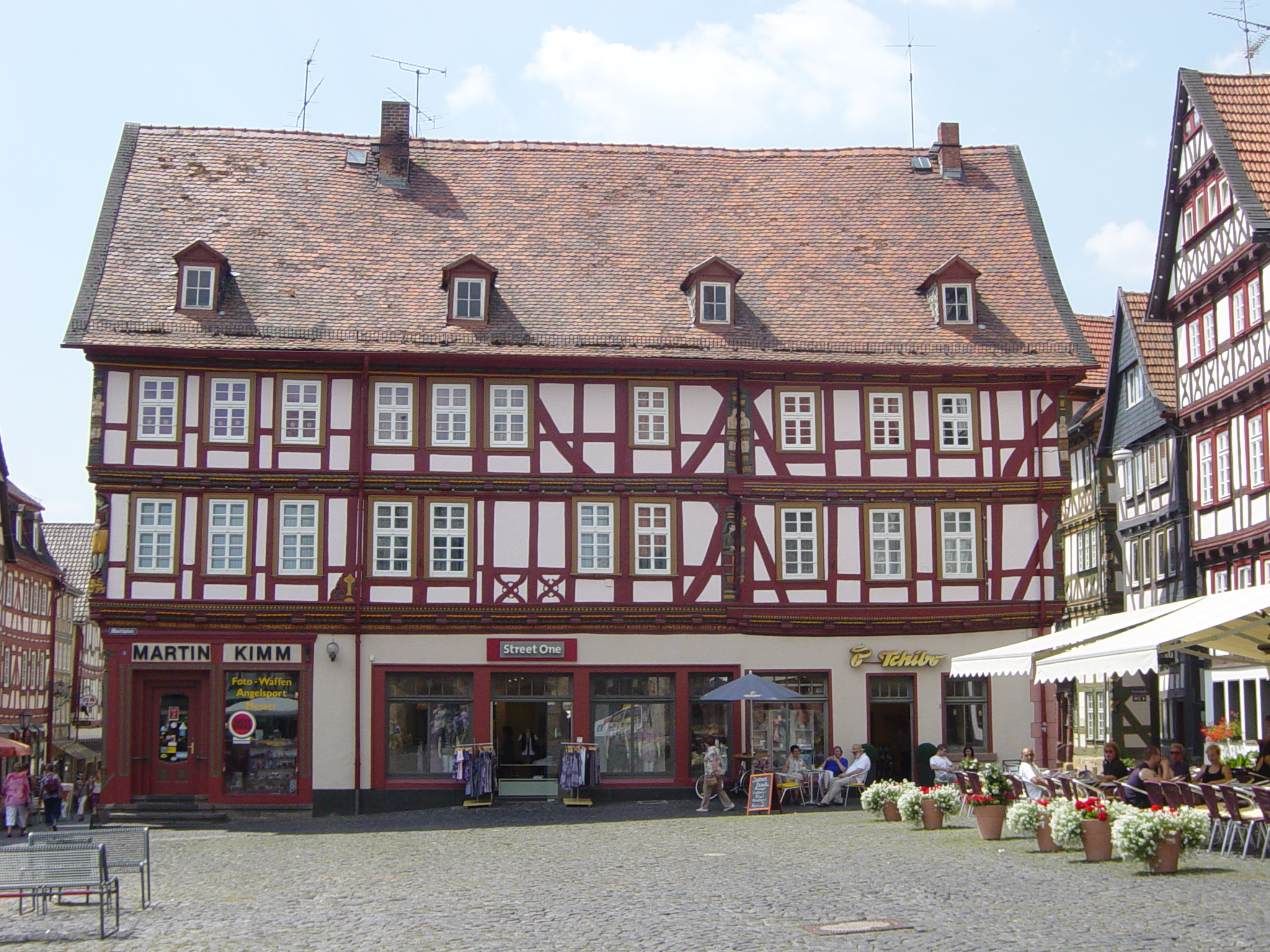
Haus Marktplatz 6

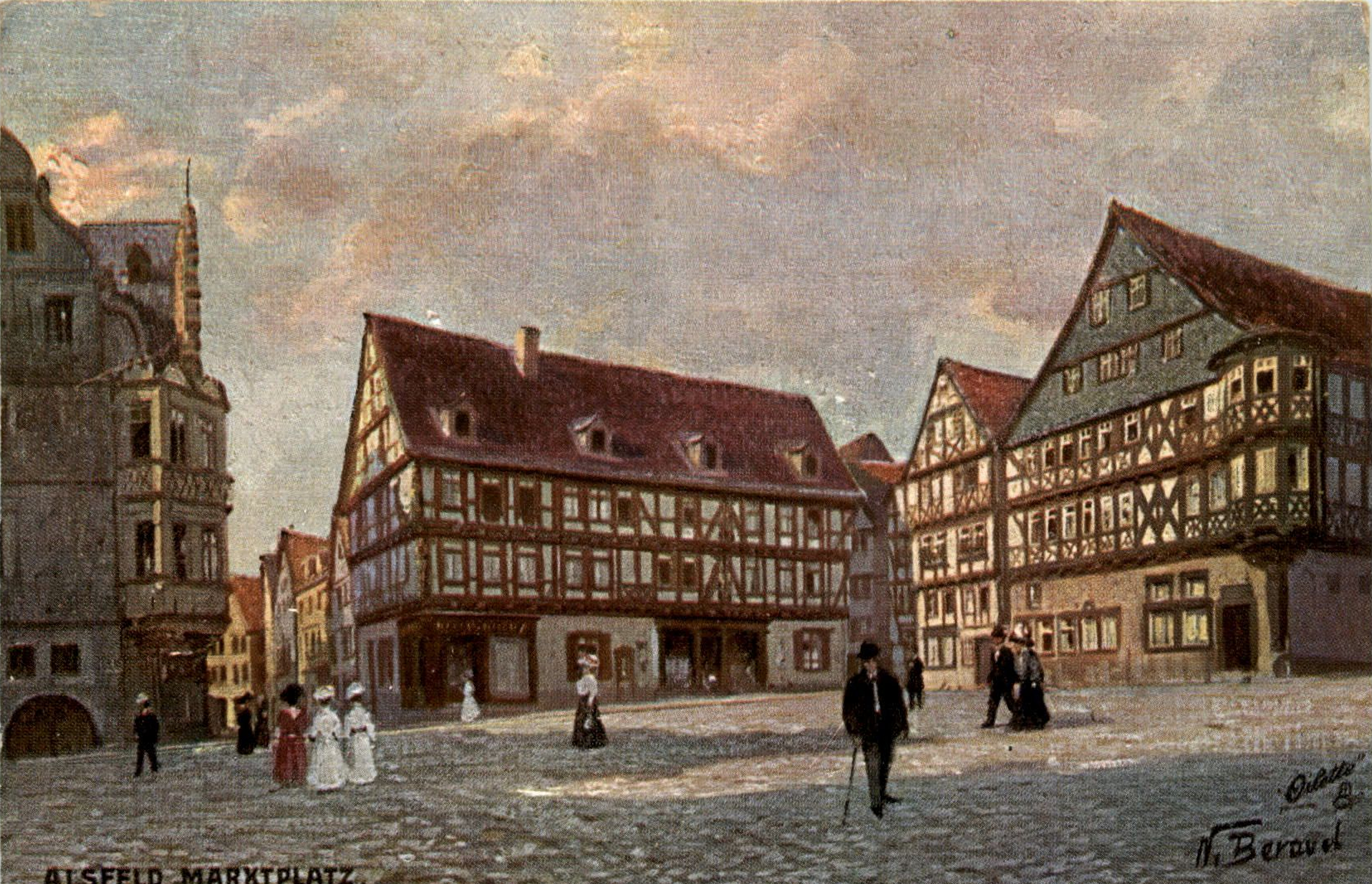
Ansichtskarte um 1910

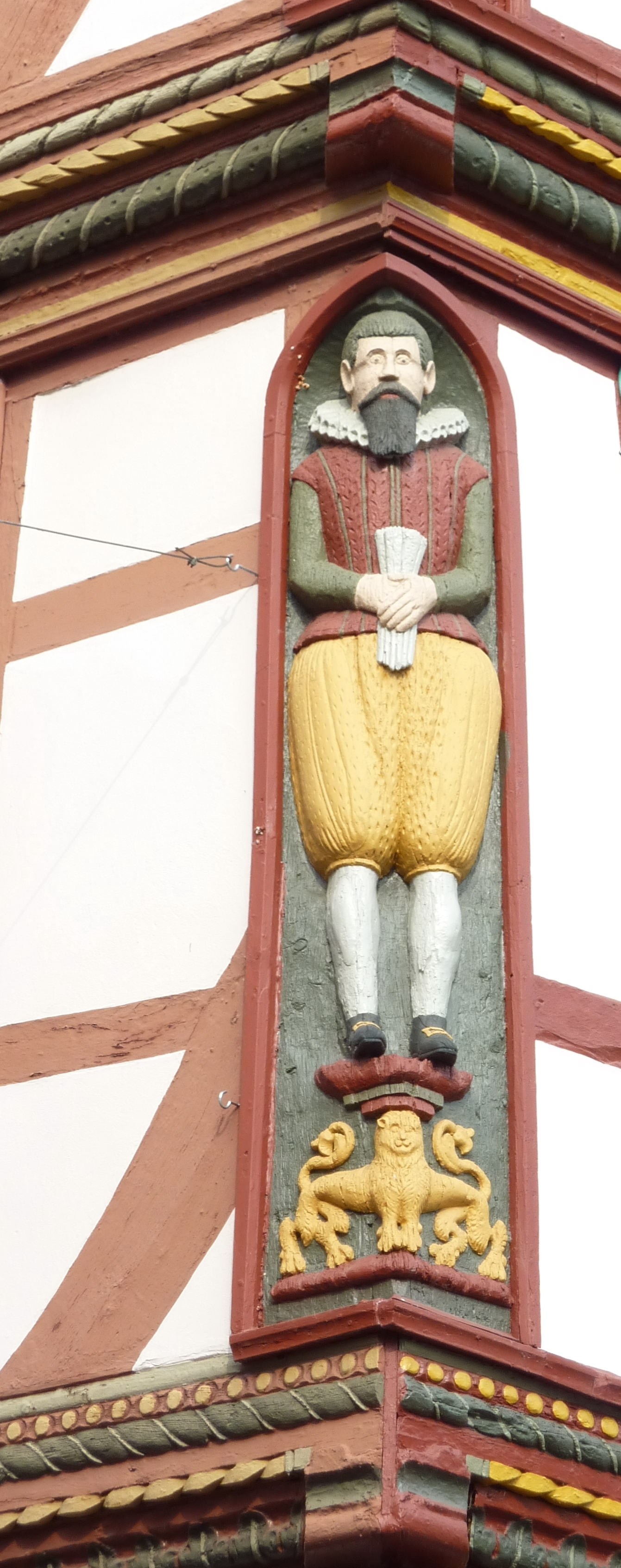
Geschnitzter Eckständer

Das Haus Markt 6 in Alsfeld, einer Stadt im Vogelsbergkreis in Hessen, wurde 1609 errichtet. Das Fachwerkhaus ist ein geschütztes Kulturdenkmal.

## Beschreibung
Im Jahr 1609 ließ der Bürgermeister der Stadt Jost Stumpf (1574–1629) gegenüber vom Rathaus ein Wohngebäude erbauen. Das dreigeschossige Haus steht als einziges Gebäude zwischen der Mainzer Gasse und der Rittergasse. Die lange Traufseite steht zum Marktplatz. Über einem massiven Erdgeschoss erhebt sich ein Fachwerkbau, der mit seinen Schmuckformen dem repräsentativen Anspruch seines Bauherren gerecht wird. Der Eckständer des ersten Obergeschosses an der Mainzer Gasse stellt einen Patrizier in zeitgenössischer Bekleidung dar. Die anderen Ständer der Fachwerkkonstruktion werden von orientalisch anmutenden Figuren geschmückt. Die Geschossüberstände sind reich mit Zöpfen, Stäben, Wellen, Ranken und anderem Schmuckwerk versehen.